# Síndrome de Gerstmann-Sträussler-Scheinker
El síndrome de Gerstmann-Sträussler-Scheinker (GSS) es una enfermedad neurodegenerativa mortal extremadamente rara, generalmente familiar, que afecta a pacientes de 20 a 60 años de edad. Es exclusivamente hereditario y solo se encuentra en unas pocas familias en todo el mundo. Sin embargo, se clasifica con las encefalopatías espongiformes transmisibles (EET) debido al papel causal que desempeña el PRNP , la proteína priónica humana. GSS fue informado por primera vez por los médicos austriacos Josef Gerstmann , Ernst Sträussler e Ilya Scheinker en 1936.
Los casos familiares se asocian con herencia autosómica dominante.
Ciertos síntomas son comunes al GSS, como ataxia progresiva , signos piramidales e incluso demencia de inicio en la edad adulta ; progresan más a medida que avanza la enfermedad.

## Causas
Esta enfermedad está causada por un prion el cual es una proteína patógena. Los priones son un tipo de patógenos proteínicos altamente resistente a las proteasas.
Un cambio en el codón 102 de prolina a leucina en el cromosoma 20, se ha encontrado en el gen de la proteína priónica (PRNP) en la mayoría de las personas afectadas y por lo tanto, parece que este cambio genético se requiere generalmente para el desarrollo de la enfermedad.

## Cuadro clínico
Los síntomas comienzan con una disartria (dificultad para hablar) que se desarrolla lentamente y ataxia cerebelosa (inestabilidad en la marcha).
Luego viene la demencia progresiva que se hace más evidente. La pérdida de la memoria puede ser el primer síntoma que los familiares noten.
Los hallazgos neuropatológicos incluyen la deposición generalizada de placas amiloides de proteína priónica anormalmente dobladas.

## Pronóstico
Al tratarse de una prionopatia, no existe cura o tratamiento. Los síntomas pueden aparecer tan temprano como a los 25 años de edad, pero por lo general a los 50–60.
La duración de la enfermedad puede variar desde 3 meses a 15 años, con una duración media de 5 años. Los síntomas comienzan con una disartria (dificultad en el habla) y ataxia cerebelosa, progresando hacia la demencia.